# 中嶋慶子
中嶋 慶子（なかしま けいこ、1970年10月2日 - ）は、大阪を中心に活動するタレント。
大阪府寝屋川市出身。血液型B型。金蘭短期大学国文科卒業。関西テレビ『エンドレスナイト』最後のエンドレスギャルズ（12期）の1人でもあった。
エンドレスナイト終了後、OL生活、アメリカ・ボストン留学を経て本格的にタレント活動を開始。2008年1月まで情報ライブ ミヤネ屋(読売テレビ（ytv）)の金曜日でナレーションを担当していたが､結婚と出産のため降板した｡

## 現在の出演番組
- Hello! 大丸Hello! Stylish Life（fm osaka 毎週木曜9:50頃）

## 過去の出演番組
- エンドレスナイト（関西テレビ）
- S（MBSラジオ）
- ナニワ音楽ショウ　中嶋慶子の一世風靡（MBSラジオ）
- 掛布雅之のホットコーナー（ラジオ大阪）
- STATIONナビ851（fm osaka、2006年10月～2007年3月）
- サークルKサンクスpresents 斎藤ノブのNIGHT JAM（fm osaka、????年?月～2007年3月 ※FM岡山へもネット）
- SMILE(^_^)ナビ851（fm osaka、2006年10月～2007年3月）
- Hello!感彩人 with HONDA Sweet MISSION（fm osaka）
- 情報ライブ ミヤネ屋（読売テレビ（ytv） 毎週金曜13:55～16:50、ナレーター）
- オフ★チケ（fm osaka 毎週日曜9:00～9:30）